# Сикора (остров)
Остров Сикора — один из 90 островов архипелага Норденшёльда в юго-восточной части Карского моря (Северный Ледовитый океан). Административно относится к Таймырскому району Красноярского края Российской Федерации. С 1993 года вместе с архипелагом входит в состав крупнейшего заповедника России и всей Евразии — Государственного природного заповедника «Большой Арктический».

## География
Остров Сикора длиной чуть более 350 метров входит в состав одной из пяти основных групп островов составляющих архипелага Норденшёльда — группы островов Литке, состоящей из 10 островов. В 900 метрах к северу от острова расположен остров Софии, к северо-востоку — крупнейший остров группы — остров Ермолова, а к югу за проливом Ленина — группа островов Пахтусова.
Остров состоит из вулканических пород и находится в зоне арктической пустыни и тундры. Климат арктический, суровый. Необитаем.

## История
Архипелаг Норденшёльда был открыт в 1740 году во время Великой Северной экспедиции группой геодезиста Никифора Чекина, которая была частью Таймырского отряда Харитона Лаптева. Название в честь Нильса Адольфа Эрика Норденшёльда получил только в 1893 году во время плавания вдоль побережья Сибири норвежского полярного исследователя Фритьофа Нансена на судне «Фрам».
Группа островов Литке была названа в 1901 году в честь русского мореплавателя и полярного исследователя, президента Императорской Академии Наук в Петербурге графа Ф. П. Литке русским геологом бароном Э. В. Толлем во время полярной экспедиции на зверобойном барке «Заря», который тогда же назвал один из островов в честь русского и чешского астронома Йозефа Сикоры (Иосиф Иосифович Сикора; 1870—1944), участника русско-шведской экспедиции на Шпицберген.